# Callawalla jezik
Callawalla jezik (ISO 639-3: caw; callahuaya), indijanski jezik kojim govori još desetak ili dvadesetak ljudi (1995 SIL) u visinskim predjelima i visokim dolinama istočnih Anda sjeverno od La Paza u Boliviji. Pripadnici etničke grupe poznati su kao Callahuaya, a jezično se klasificiraju u puquinan govornike.
Callahuaye su poznati kao travari i istjerivači duhova.

## Vanjske poveznice
- Ethnologue (14th)
- Ethnologue (15th)